# جوایز امی دی‌تایم
جوایز امی دی‌تایم (انگلیسی: Daytime Emmy Awards) بخشی از طیف گسترده جوایز امی به‌منظور شناخت شایستگی هنری و فنی در صنعت تلویزیون آمریکاست. این جوایز توسط آکادمی ملی علوم و هنرهای تلویزیونی (NATAS) مستقر در نیویورک به‌منظور قدردانی از برترین نمایش‌های تلویزیونی هنگام روز آمریکا اعطا می‌شود. نخستین مراسم در سال ۱۹۷۴ برگزار شد و آنچه که مراسم جایزهٔ امی در زمینهٔ زمان اصلی بود را گسترش داد. مراسم امی دی‌تایم عموماً در ماه مه یا ژوئن برگزار می‌شود، اما از سال ۲۰۲۵، این مراسم در ماه اکتبر برگزار می‌شود.